# Bart Laeremans (wielrenner)
Bart Laeremans (Vilvoorde, 30 november 1984) is een voormalig Belgisch wielrenner die actief was van 2001 tot en met 2011. Hij werd Belgisch kampioen tijdrijden voor elite zonder contract in 2007. Hij werd meerdere keren provinciaal kampioen van Vlaams-Brabant in het tijdrijden en haalde verschillende successen in de Ronde van Vlaams-Brabant.

## Palmares

### Overwinningen
2005
- Schepdaal, amateurs
- Provinciaal kampioen Vlaams-Brabant, op de weg, ind. tijdrit, U23
- Hoeilaart, amateurs

2006
- Provinciaal kampioen Vlaams-Brabant, op de weg, ind. tijdrit, U23
- jongerenklassement Ronde van Vlaams-Brabant

2007
- Provinciaal kampioen Vlaams-Brabant, op de weg, ind. tijdrit, elite
- Overijse, amateurs
- Belgisch kampioen tijdrijden voor elite zonder contract

2008
- 3e etappe Ronde van Vlaams-Brabant (individuele tijdrit)

2009
- Erpe-Mere
- Provinciaal kampioen Vlaams-Brabant, op de weg, ind. tijdrit, elite
- Maleizen-Overijse
- 5e etappe Ronde van Vlaams-Brabant
- Puntenklassement Ronde van Vlaams-Brabant
- Elewijt, amateurs (derny's)

2010
- Provinciaal kampioen Vlaams-Brabant, op de weg, ind. tijdrit, elite